# Gorišče v neskončnosti
Goríšče v neskônčnosti je v geometrijski optiki in fotografiji stanje v katerem leča ali drug optični sistem tvori sliko telesa/objekta, ki je neskončno oddaljen. To odgovarja gorišču za vzporedne žarke. Slika nastane v gorišču leče in goriščna razdalja je neskončna.
V praksi vsi fotografski objektivi zaradi svoje zasnove ne morejo ostriti na neskončnost. Z lečo, ki se uporablja z adapterjem za ostrenje od blizu, na primer ne moremo ostriti v neskončnosti. Nezmožnost človeškega očesa za dosego gorišča v neskončnosti je diagnosticirano kot kratkovidnost, oziroma miopija.